# Wrecked Machines
Wrecked Machines é um projeto musical de psytrance criado por Gabriel Serrasqueiro, melhor conhecido no meio como "Gabe".

## O projeto
Gabe é o mais conhecido nome do psytrance brasileiro, sendo considerado como uma das principais revelações da cena nos últimos anos. O "Wrecked Machines" é o primeiro projeto brasileiro a se firmar no cenário internacional. Hits como "Trancespoting" e "Rounders", fenômenos no mundo inteiro, e o recente lançamento de seu segundo álbum pela Spun Records e Solstice Music marcam a maturidade do projeto e colocam pela primeira vez um brasileiro entre os maiores nomes do psytrance mundial.
Gabe entrou na cena eletrônica em 2000, quando trabalhava na Galeria Ouro Fino, na época o templo da música eletrônica no Brasil, onde teve contato com os mais renomados DJs.  Na mesma época, começou a produzir no Play Station e alguns meses depois lançou a sua primeira música pela Magma Records, na Itália. Foi convidado para se juntar à Etnicanet e começar a fazer o seu Live act, ao qual denominou Wrecked Machines, em países como o Japão, a Alemanha, a África do Sul, Israel, Portugal e o México.
Em Abril de 2003 produziu "Worried World 12", o seu primeiro disco de vinil e, em junho do mesmo ano, produziu "Blink", o seu primeiro álbum, ambos lançados pela Etnicanet (Ibiza) e Solstice Music (Japão). Essa estréia internacional causou um grande impacto e levou-o a eventos de destaque em todo o mundo.
Tornou-se popular no Japão após a sua apresentação em "Countdown On New Year's Eve" (2003) e em "Archaic Revival" (2004). Nessa época já estava sendo considerado uma das revelações do psytrance no mundo. Graças ao sucesso dessas produções, ao final de 2003 assinou contrato com a Spun Records, em Ibiza, na Espanha. O "Wrecked Machines" estava sendo eleito pela mídia o melhor Live act e Gabe o melhor produtor de psytrance, no Brasil.
Durante esse período, Gabe fez parceria com os maiores nomes da cena trance mundial, como: GMS, Pixel, Simom Posford, Panic, Antidote, Shanti, Dimitri Nakov, Atomic Pulse, Joti Sidhu e Dj Mack. Atualmente montou mais um projeto em parceria com o GMS, chamado Growling Machines, o qual já tem  grande aceitação na cena mundial.
Em fevereiro de 2005, Gabe lançou o seu segundo álbum "Second Thought" pela Spun Records (Espanha), a Solstice Music (Japão) e a Carambola Records (Brasil). Em 2006, lançou "Wreck Chords", sua primeira compilação, composta por dois CDs. Esse álbum inédito, conta com uma seleção de músicas dos mais renomados nomes da cena atual, como GMS, Pixel, Growling Machines e Nick. O segundo CD é composto por músicas lançadas pela Spun Records e mixado por Gabe.

## Principais festivais

### Brasil
- Alien Trip Project
- Brasília Music Festival
- Cachoeira Alta Dance Festival
- Ceará Music
- Celebra Brasil
- Chemical Music Festival
- El Divino Fantasy
- ExtraVárzea
- Thiaguinho's House
- Ilusion Attack
- Millennium Trance
- Trends (Summer Edition) / (Ribeirão Preto)
- Out Open Air
- Playground
- Samsara (2011)
- Skol Beats[8]
- Sonica
- Soul Vibes Edição Especial
- Solaris Festival
- Sunset Day Party
- Spirit Blue (2010/ ....)
- Spirit Whithe ( 2009/2010 )
- Spirit of London
- Tribaltech
- ILLUSION - 2006/2007 (Ribeirão Preto)
- Tribe
- Trancendence
- Universo Paralelo
- XXXperience
- [Atchuca - Maringá https://web.archive.org/web/20130512151952/http://atchuca.art.br/]
- 303 art festival

### Alemanha
- Full Moon Festival
- Shiva Moon
- Voov Xperience
- Antaris Freedom
- Samsara Festival

### África do Sul
- Eclipse Festival

### Portugal
- EtnicaNet Festival
- Boom Festival
- Freedm festval

### Japão
- Solstice
- S.O.S (Mother Light)
- Ground Beat (Mother Light)

### Australia
- Rainbow Serpent

### França
- Milesime Festival

## Músicas lançadas
- Depeche Mode - Enjoy The Silence
- Light Music Records: Compilation - Who Are You ? (cd)
- Solstice Records: Compilation - The Usual Suspects Vol 2 (cd)
- Etnica.net: Compilation - Eclipse South Africa 2002 (cd)
- Solstice Records: Compilation - Holographic Memory 2 (cd)
- Organic Records: Compilation - Tsunami Benefit CD (cd)
- Soular Flares Rec.: Compilation - Trancendence 3 (cd)
- Yellow Sunshine Explosion: Compilation - Neo Full ON (cd)
- Maia Records: Compilation - Amber Gemstones Vol 1 (cd)
- Ajuca Productions: Compilation - Amazonia (cd)
- Etnica.net: Compilation - Phase Two (cd)
- Interzone Records: Compilation - Interzone Vol2 (cd)
- Spun Records: Compilation - Hypernova (cd)
- Spirit Zone Records: Compilation - Beat-Ific (cd)
- TIP.WORLD: Compilation - Reefer Madness (cd)
- Yellow Sunshine Explosion: Compilation - Indian Spirit Vol 2 (cd)
- Happy People Music: Compilation - Zoom 2005 (cd)
- Etnica.net Compilation - Phase One (cd)
- Digital Oracle: Compilation - Digital Oracle (cd)
- Yellow Sunshine Explosion: Compilation - Goa Sound System Vol5 (cd)
- Shiva Space Japan: Compilation - Intelligence (cd)
- Spun Records: Compilation - Zero Gravity (cd)
- HOM-mega Productions: Psysex - Remixed (cd)
- Yellow Sunshine Explosion: Compilation - Open Air Vol 2 (cd)
- Spirit Zone Records: Compilation - Global Psychedelic Trance vol.10 (cd)
- Com.pact Records: Compilation - The natural waves of sound (cd)
- Spun Records: Compilation - XXL (cd)
- Etnica.net: Compilation - Celebra Brasil (cd)
- Solstice Records: Compilation - Holographic Memory 3 (cd)
- Alchemy Records: Compilation - Interphase (cd)
- Magma Records: Compilation - Eruption (cd)
- Spectrum Music: Future Navigators - Episode 3.0 (cd)
- Spun Records: Compilation - Remote Viewing (cd)
- Neurobiotics Records: Compilation - Neo:Robotics (cd)